# STS-46
STS-46, voluit Space Transportation System-46, was een spaceshuttlemissie van de Atlantis. Tijdens de missie werden twee satellieten in hun baan gebracht, de European Retrievable Carrier (EURECA) en de Tethered Satellite System (TSS).

## Bemanning
| Positie            | Lancering                           | Landing                             |                                     |
| ------------------ | ----------------------------------- | ----------------------------------- | ----------------------------------- |
| Bevelhebber        | Loren Shriver 3e ruimtevlucht       | Loren Shriver 3e ruimtevlucht       |                                     |
| Piloot             | Andrew Allen 1e ruimtevlucht        | Andrew Allen 1e ruimtevlucht        |                                     |
| Missiespecialist 1 | Claude Nicollier 1e ruimtevlucht    | Claude Nicollier 1e ruimtevlucht    |                                     |
| Missiespecialist 2 | Marsha Ivins 2e ruimtevlucht        | Marsha Ivins 2e ruimtevlucht        | Marsha Ivins 2e ruimtevlucht        |
| Missiespecialist 3 | Jeffrey Hoffman 3e ruimtevlucht     | Jeffrey Hoffman 3e ruimtevlucht     | Jeffrey Hoffman 3e ruimtevlucht     |
| Missiespecialist 4 | Franklin Chang-Diaz 3e ruimtevlucht | Franklin Chang-Diaz 3e ruimtevlucht | Franklin Chang-Diaz 3e ruimtevlucht |
| Ladingspecialist 1 | Franco Malerba 1e ruimtevlucht      | Franco Malerba 1e ruimtevlucht      | Franco Malerba 1e ruimtevlucht      |

## Media

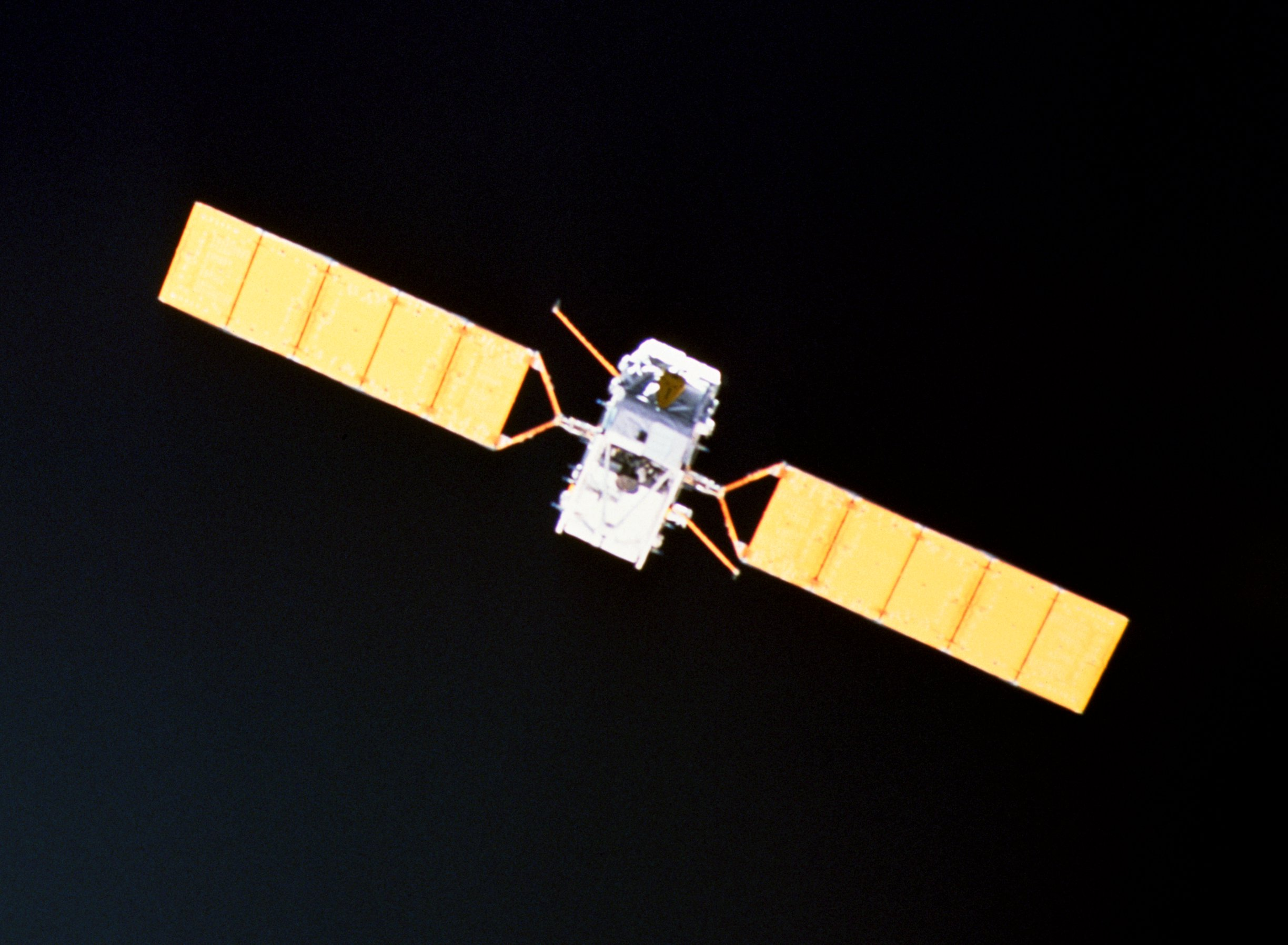
European Retrievable Carrier
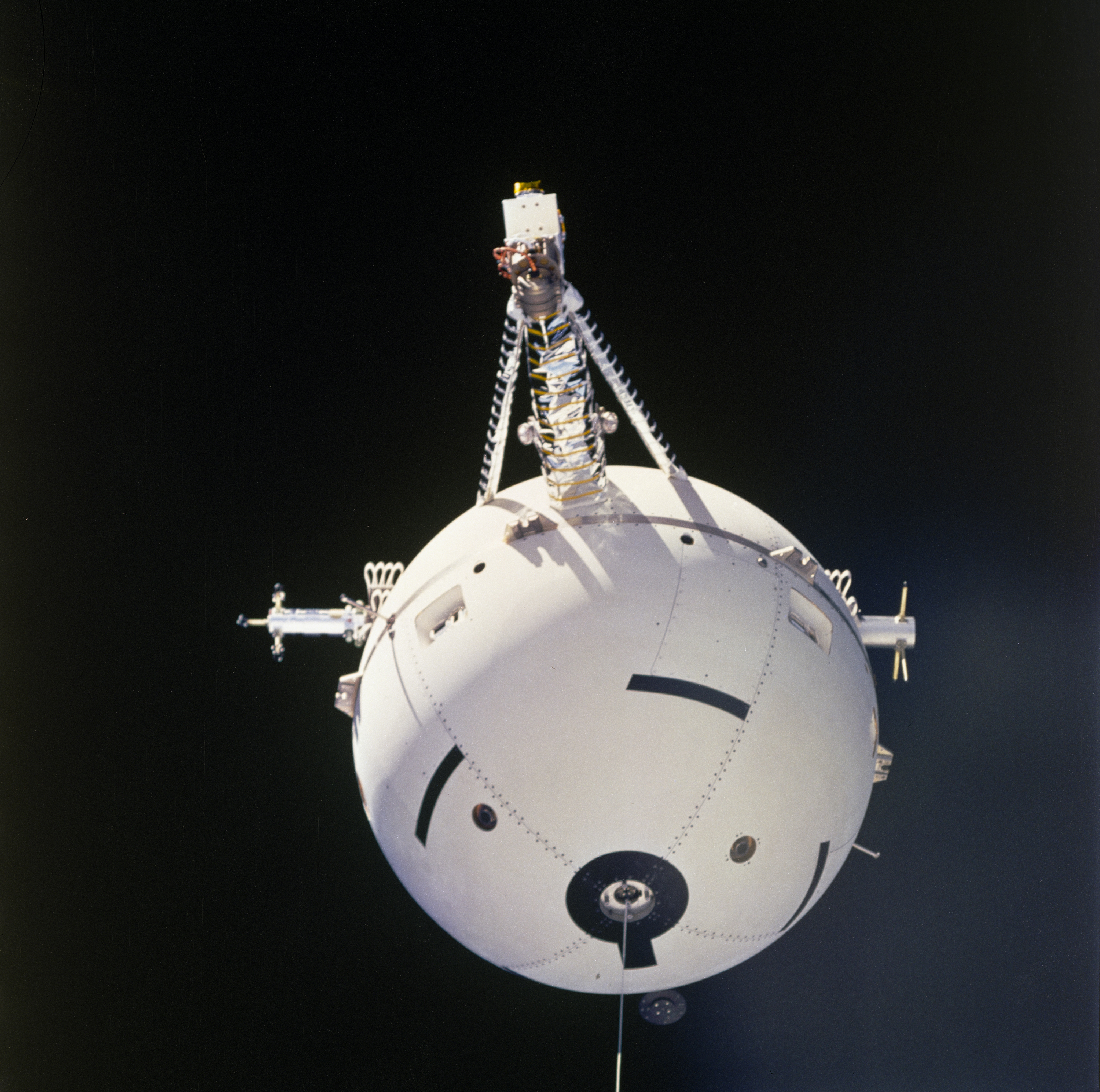
Tethered Satellite System

STS-51-J · STS-61-B · STS-27 · STS-30 · STS-34 · STS-36 · STS-38 · STS-37 · STS-43 · STS-44 · STS-45 · STS-46 · STS-66 · STS-71 · STS-74 · STS-76 · STS-79 · STS-81 · STS-84 · STS-86 · STS-101 · STS-106 · STS-98 · STS-104 · STS-110 · STS-112 · STS-115 · STS-117 · STS-122 · STS-125 · STS-129 · STS-132 · STS-135